# Kaple svatého Jana Nepomuckého (Moravské Budějovice)
Kaple svatého Jana Nepomuckého stojí v Tyršově ulici v Moravských Budějovicích v okrese Třebíč. Barokní kaple s křížem je chráněnou kulturní památkou.

## Historie
Barokní kaple svatého Jana Nepomuckého byla postavena v blízkosti bývalého hřbitova, který byl založen v letech 1617–1620. Kaple byla postavena v roce 1713 na náklady Marie Terezie Polyxeny z Andlau, vdovy po Václavu Renaltu ze Schaumburka. Kapli využívá farní sbor Třebíč Českobratrské církve evangelické.

## Popis
Barokní kaple je samostatně stojící jednolodní stavba postavena na půdorysu obdélníku s půlkruhovým závěrem. Fasáda je členěna dvěma okenními osami, lizénami, nárožními pilastry a hlavní profilovanou římsou. Okna v profilované šambráně mají segmentový záklek. V průčelí na podezdívce členěné pilastry je v ose prolomen pravoúhlý portál s ušima. V nadpraží vchodu je segmentový fronton se znakem hrabat z Schaumburků a datací 1713. Nad vchodem je oválné okno v profilované šambráně. Nad hlavní římsou v tvarovaném štítu je půlkruhově zaklenutý výklenek se sochou svatého Jana Nepomuckého. V boční stěně kaple je prolomen boční pravoúhlý vchod s kamenným ostěním s ušima a kapkou. Na hlavní římsu nasedá sedlová střecha, nad závěrem zvalbená.
V interiéru v půlkruhovém kněžišti je umístěn hlavní oltář s obrazem svatého Jana Nepomuckého z roku 1824 od místního malíře Vincenta Štípa.

## Kamenný kříž
U západního nároží kaple je umístěn kamenný kříž z roku 1851, který je spolu s kaplí chráněnou kulturní památkou.

### Popis
Na odstupňovaném soklu postaven mohutný kamenný kříž. Konce ramen jsou tvarována do trojlístku. Na kříži pod blánovým nápisem INRI je umístěn pozlacený litinový korpus ukřižovaného Krista.
Nápisy na soklu:
„Pozastav se křesťanská duše a stůj
jakou hořící láskou pro tebe bolestnou smrtí
umírá Spasitel tvůj.

[chyť] se skroušeným srdcem s kající Magdalenou sva
tého kříže, vyžádej si s ní u něho hříchu v odpuštění,
kající slzy v dobrém setrvání a šťastnou smrt. Svatá 
 ráno Božského srdce Ježíšova k tobě se utíkám v smr
telných ouzkostech! Ježíši Spasiteli můj nech mne
při mém posledním vykročení na věčnost [okusiti]
mocné přímluvy a ochrany nejsvětější matky tvé.
- Amen 
 Křesťanská duše! pohni své srdce a spomeň na ty 
 duše, které zde na tom svatém místě u tohoto svatého
kříže odpočívají, snad naší upřímnou lásku a horli
vou modlitbu s dychtící žádostí očekávají.
 Pochválen buď Ježíš Kristus až na věky! Amen.“